# Adam Hann-Byrd
Adam Hann-Byrd (New York, 23 februari 1982) is een Amerikaans acteur en scenarioschrijver die speelde in de films Jumanji, The Ice Storm, Halloween H20: 20 Years Later, en als het titelpersonage in Little Man Tate.

## Jonge jaren
Hann-Byrd werd geboren in New York, als zoon van Jacquie Hann, een illustrator en auteur van kinderboeken en Jeff Byrd, een televisiecameraman. Hij heeft één zus, Maya. In 2004 studeerde Hann-Byrd af aan Wesleyan University in Connecticut met diploma's in psychologie en filmstudies.

## Carrière
Hann-Byrd maakte zijn filmdebuut in 1991 in Little Man Tate, geregisseerd door en ook met in de hoofdrol Jodie Foster. In 1995 verscheen hij op 13-jarige leeftijd als de jonge Alan in Jumanji, waarin Robin Williams verscheen als de volwassen versie van het personage. Hij verscheen ook in films als Diabolique (1996) en The Ice Storm (1997). In 1998 verscheen hij als Charlie Deveraux in Halloween H20: 20 Years Later en in 1999, in Uninvited.
In 2009 begon Hann-Byrd achter de camera te werken nadat hij een baan had gekregen in de schrijverskamer voor het tweede en derde seizoen van de televisieshow Fringe. In 2011 bracht hij een jaar als fellow door in de Warner Bros. Television Writers Workshop. In 2004 studeerde Hann-Byrd af aan de Wesleyan University in Connecticut met diploma's in psychologie en filmstudies.

## Persoonlijk leven
Hann-Byrd woont in Los Angeles. In 2017 trouwde hij met Dara Epstein.

## Filmografie
| Jaar | Film                          | Rol                | Opmerkingen           |
| ---- | ----------------------------- | ------------------ | --------------------- |
| 1991 | Little Man Tate               | Fred Tate          |                       |
| 1993 | Digger                        | graver             |                       |
| 1994 | NYPD Blue                     | Nick Williamson    | 2 afleveringen        |
| 1995 | Jumanji                       | Jonge Alan Parrish |                       |
| 1996 | Diabolique                    | Erik Pretzer       |                       |
| 1997 | The Ice Storm                 | Sandy Carver       |                       |
| 1998 | Souvenir                      | Jonge Charles      | Stem                  |
| 1998 | Halloween H20: 20 Years Later | Charlie Deveraux   |                       |
| 1999 | The Outer Limits              | Kevin Buchanan     | Aflevering "Stranded" |
| 1999 | Uninvited                     | Jonge Tony Grasso  |                       |
| 2009 | Simone                        | Walker             |                       |